# 佩里基图
佩里基图是巴西米纳斯吉拉斯州的一个市镇。总面积227.803平方公里，总人口7030人，人口密度30.9人/平方公里。